# Mausolée de Ferdowsi
 (avril 2020).
Le contenu est difficilement compréhensible vu les erreurs de traduction, qui sont peut-être dues à l'utilisation d'un logiciel de traduction automatique.
Le tombeau de Ferdowsi (persan : آرامگاه فردوسی) est un complexe funéraire composé d'une base de marbre blanche, et d'un édifice décoratif, érigé en l'honneur du poète perse Ferdowsî, situé à Tus en Iran, dans la province du Khorasan Razavi. Il a été construit au début des années 1930, sous le règne de Reza Shah, et utilise principalement des éléments de l'architecture achéménide pour illustrer la richesse de la culture et de l'histoire iraniennes. La construction du mausolée ainsi que sa conception esthétique sont un reflet du statut culturel et géopolitique de l'Iran à l'époque.

## Contexte
Ferdowsî, le poète perse et auteur de l'épopée perse Shahnameh, est mort en 1020, à Tus, dans la même ville qui l'avait vu naître. Ferdowsi n'a pas été reconnu au cours de sa vie pour sa contribution littéraire. C'est seulement après sa mort que ses poèmes lui ont valu l'admiration. Pendant des centaines d'années, son lieu de repos n'était rien de plus qu'un simple sanctuaire-dôme érigé par un maître ghaznévide du Khorasan, sans aucun édifice permanent, dans le jardin de sa maison où la fille de Ferdowsi avait initialement enterré son père. Dans les premières années du XXe siècle, l'Iran a commencé à réaliser son rôle essentiel dans la définition de l'identité de l'Iran.

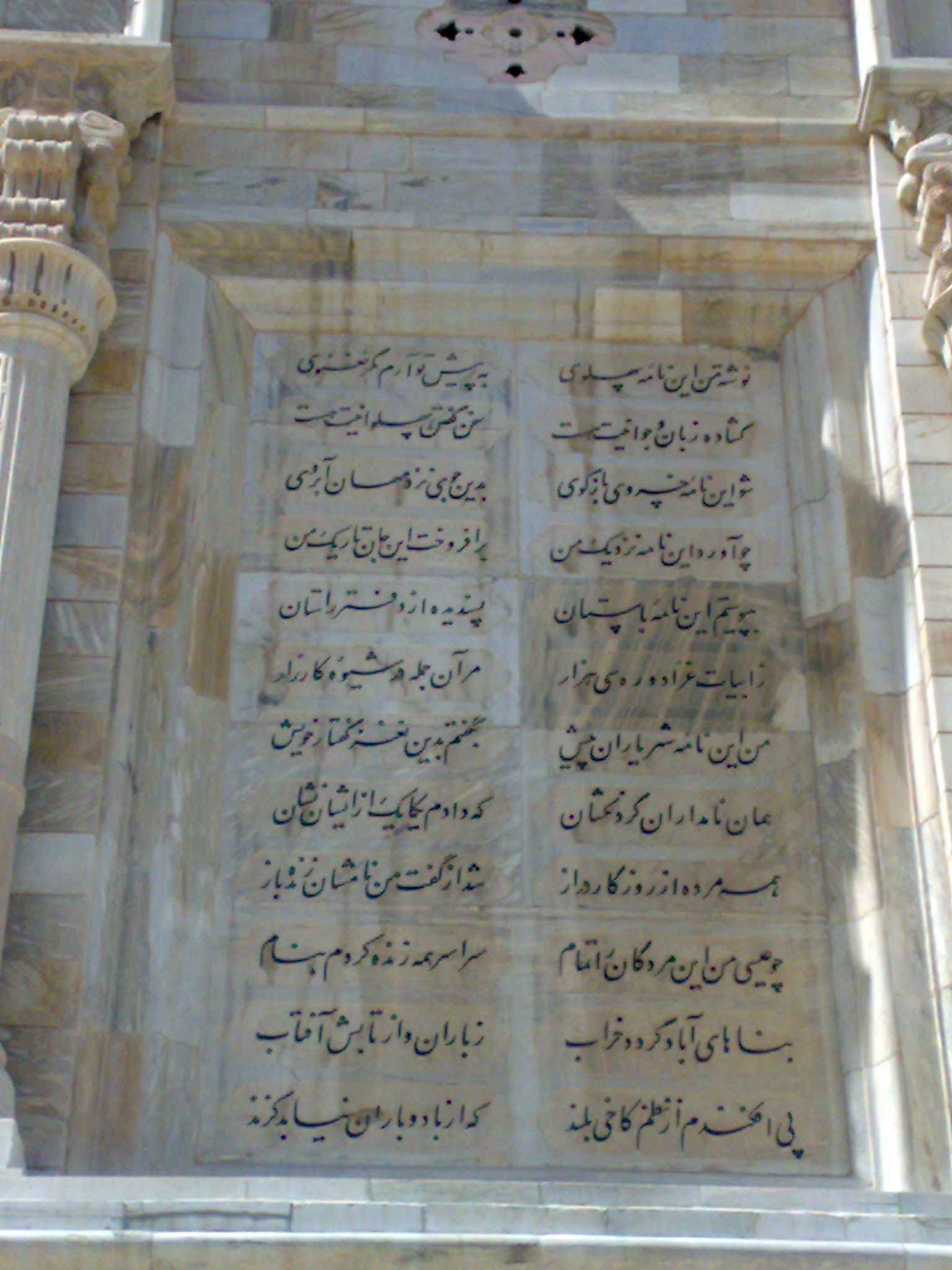
L'une des facettes du mausolée du poète

Il n'était pas mis en valeur jusqu'en 1934, quand le gouvernement iranien, alors sous le règne de Reza Chah, premier roi de la dynastie Pahlavi, reconnut la valeur littéraire de Ferdowsi et érigea une tombe permanente en son honneur. Une célébration du Millénaire a également été organisée pour le poète, invitant des chercheurs venant Tadjikistan soviétique, d'Inde, d'Arménie et d'Europe (Allemagne, France, Angleterre, etc.) ce qui a conduit au recueil de dons, généralement par des universitaires parsis ; ces dons ont permis la construction d'une statue du poète à l'emplacement de son tombeau. La famille Pahlavi utilisa Ferdowsi comme un vecteur promouvant le prestige culturel de l'Iran, mais les coûts élevés d'entretien du tombeau ont failli, après la révolution islamique, mener à la destruction du mausolée de Ferdowsi par les révolutionnaires,.

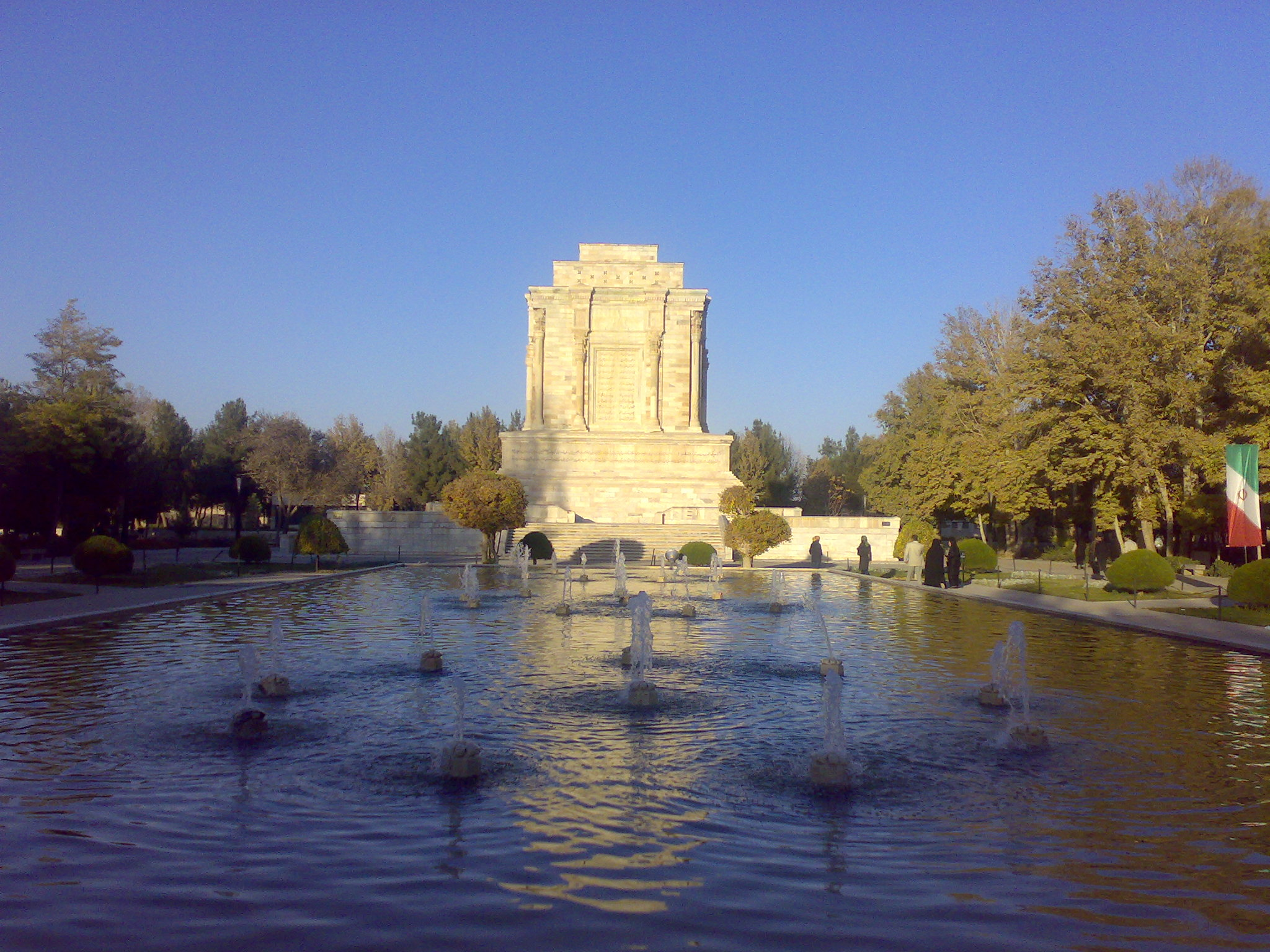
Panorama du tombeau de Ferdowsi, Tous, Iran

Le tombeau a été conçu par l'architecte iranien, Haj Hossein Lurzadeh qui en plus du mausolée de Ferdowsi a aussi créé quelque 842 mosquées, ainsi que le palais privé de Ramsar, une partie de la décoration du palais Marmar (palais de Marbre), la mosquée de l'imam Hussein à Téhéran, la mosquée Motahari, et diverses parties du sanctuaire Hazrat-i-Seyyed-o-Shouhada à Kerbala, en Irak. L'actuelle conception de la structure doit principalement à Karim Taherzadeh, qui a remplacé l'ancien dôme dessiné par Lurzadeh par une construction cubique moderne.
Le mausolée de Ferdowsi est construit dans le style de l'architecture achéménide et s'inspire tout particulièrement de la tombe de Cyrus le Grand. Il y a un lien évident entre ce choix de style architectural et la politique de l'Iran à l'époque. Quatre ans avant l'arrivée au pouvoir de Reza Chah en 1921, un groupe de laïques iraniens réformistes ont créé la « Société pour le patrimoine national » (SNH en court ou en persan anjoman-e asar-e meli). Composée principalement d'intellectuels éduqués à l'occidentale et réformistes comme Abdolhossein Teymourtash, Hassan Pirnia, Mostowfi ol-Mamalek, Mohammad Ali Foroughi, Firuz Mirza Firus Nosrat al-Dowleh, et Keikhosrow Shahrokh, la SNH a été essentielle dans l’obtention de crédits auprès du parlement iranien. Keikhosrow Shahrokh, député représentatif de la communauté zoroastrienne, a été particulièrement actif dans la relance de l'intérêt pour les architectures achéménide et sassanide en Iran dans les années 1930,.

## Détails structurels
La structure de la base de la tombe est de forme rectangulaire, entourée d’un grand jardin qui interagit avec l’architecture, typique des jardins de style persan connus sous le nom de Char-bagh (ou Chaharbagh comme traduction de quatre jardins en persan). Dans le centre de la croix créée par les parties du jardin qui l'entoure, se trouve un édifice construit principalement en marbre blanc. L'édifice est une « grande chambre » cubique qui se trouve à la base, flanquée de quatre piliers et présentant des scènes de l'épopée de Shahnameh accompagnées d'un texte. Le corps du poète est inhumé dans le centre de la grande chambre rectangulaire sous le cube aux quatre piliers qui le recouvre. Il y a douze marches menant du point le plus bas de la grande chambre à la voie au niveau du cube. La base a une hauteur totale de 16 mètres. L'édifice possède les mêmes dimensions de 30 m pour chaque côté.
Les éléments suivants sont des plans schématiques de la vue aérienne de la section et leur topographie de la base et de l'édifice du mausolée :

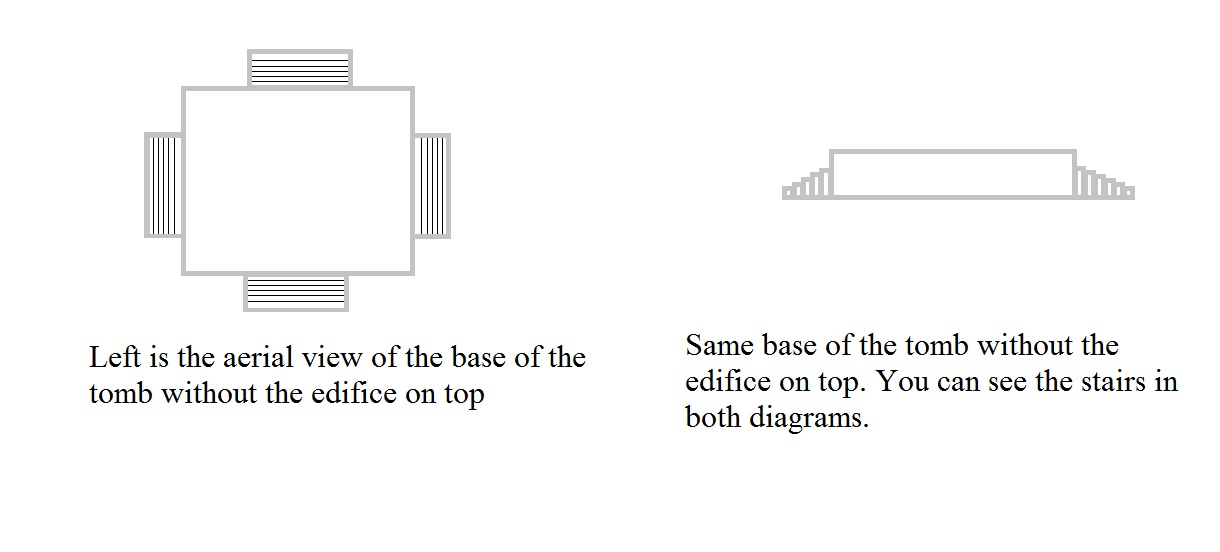
Vue du dessus et vue de profil de la « base large » rectangulaire de la tombe.
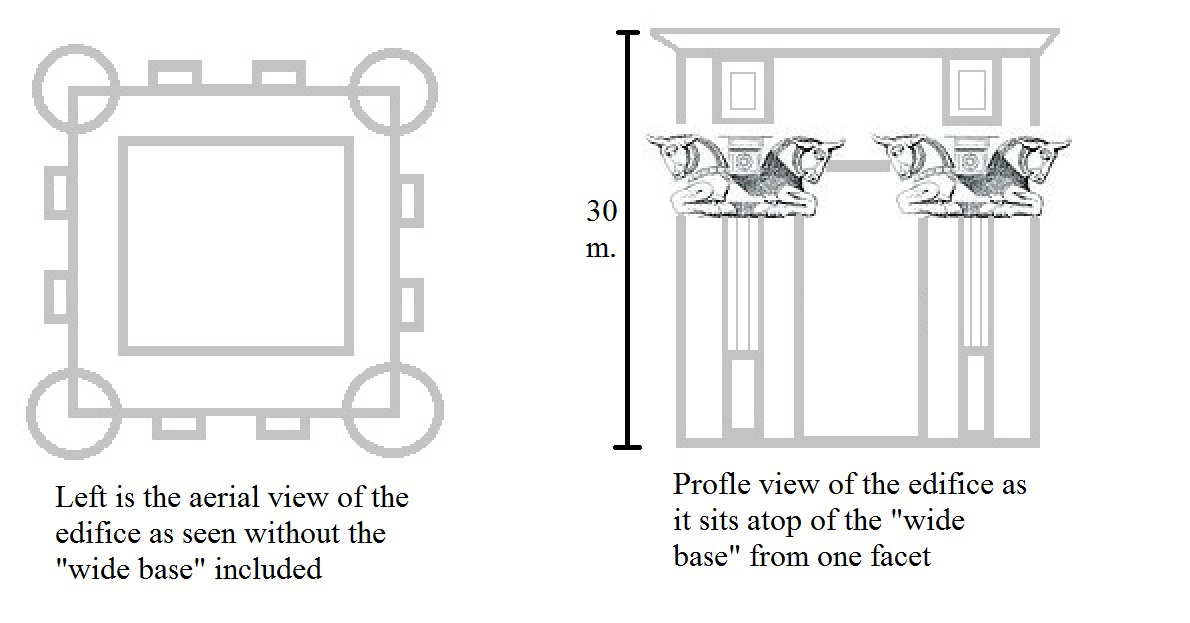
Vues du dessus et de profil de la « grande chambre » cubique présente sur la base.
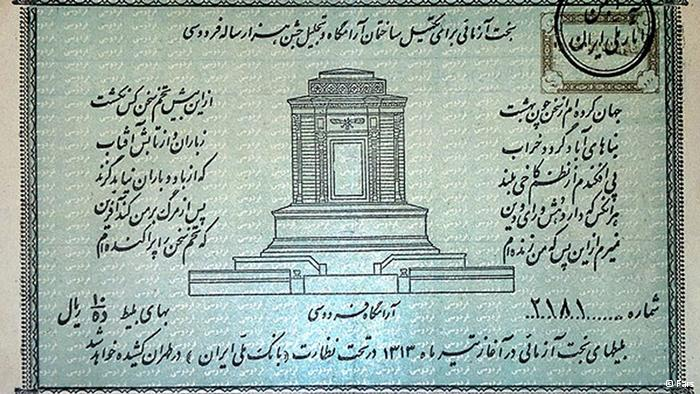
L'un des premiers billets vendus pour le millénaire Ferdowsi montre clairement la structure de la tombe.

Une caractéristique unique de la conception du mausolée de Ferdowsi a été sa ressemblance avec celle de Cyrus le Grand à Pasargades. La tombe de Cyrus a aussi une structure rectangulaire assise au sommet d'un édifice rectangulaire, avec des marches formant progressivement l'élévation de la base. Cette ressemblance est intentionnelle de la part du concepteur de cet édifice ; l'intention est de retrouver une architecture de style achéménide. En fait, tous les autres aspects de l'édifice possèdent un symbole zoroastrien, le Faravahar. Ce n'est pas une coïncidence. Il y a de multiples applications de l'architecture achéménide principalement dans Persépolis, situé aujourd'hui dans la province du Fars. La « Société pour le Patrimoine National de l'Iran » (SNH) est fortement basée sur l'utilisation du Faravahar, expliquant que c'était la représentation symbolique de l'Iran antique depuis à l'époque achéménide,. On retrouve ce style dans de nombreuses constructions dans les années 1930, y compris la Banque nationale de l'Iran, qui utilise le faravahar ; ce n'est pas surprenant si on considère que le même architecte a créé le tombeau de Ferdowsi et le bâtiment de la Banque nationale de l'Iran.

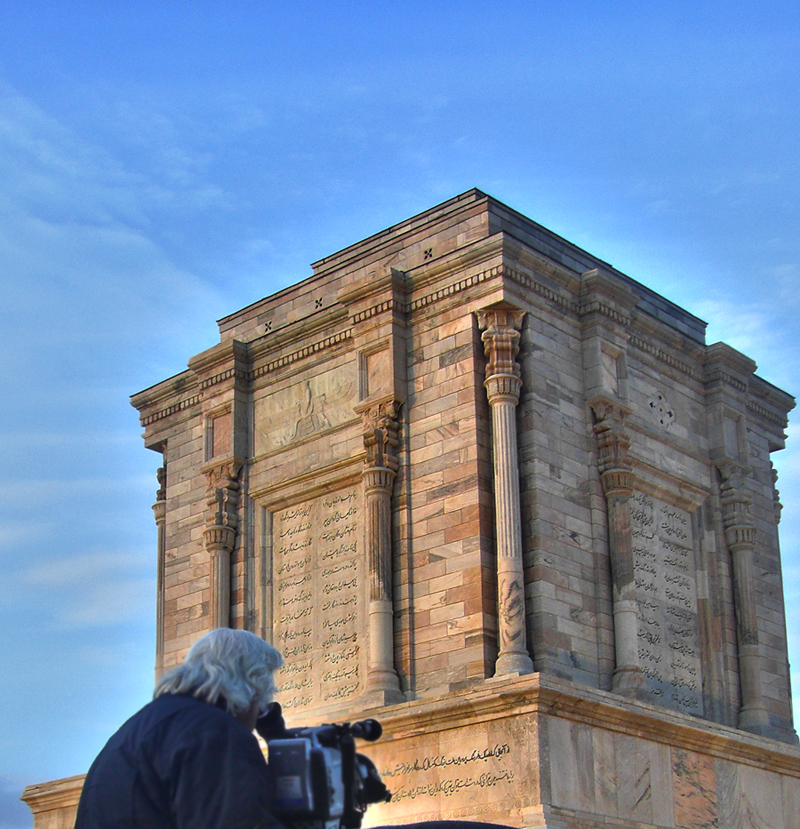
Une vue de profil de l'édifice représentant le symbole du faravahar ainsi que la poésie persane gravé dans les panneaux de porte.
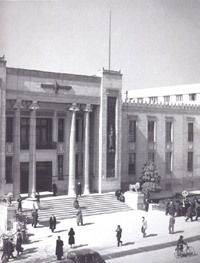
La Banque nationale de l'Iran, en 1946, avec le symbole du faravahar sur le dessus.
Photo de Persépolis montrant le faravahar. On note également de la décoration florale, similaire si ce n'est identique à la décoration florale utilisée sur le tombeau de Ferdowsi.

Un regard attentif à l'édifice permet d’observer quatre colonnes, chacune à l'angle de la structure rectangulaire avec deux demi-colonnes engagées en saillie profonde, présentant des frises sur chaque facette de la structure. Chaque frise de la colonne à une zone, suivie par une corne de taureau, signe très similaire, si ce n'est pas l'imitation exacte de la conception de la colonne de Persépolis. Les colonnes sont ornées de cannelures aux trois-quarts bas de la dernière partie épargnée[pas clair]. L'effet global est destiné à créer un grand mouvement. Les colonnes sont aussi élevées que l'édifice, soit 30 mètres de haut (l'édifice fait 30 mètres de large). Le marbre est utilisé pour l'ornementation du bardage et du sol de la base large de la structure. On trouve aussi des dessins de fleurs persanes (dessins de fleurs concentriques composés d'une fleur, avec sept granulés ovaloides autour d'un cercle central), et des modèles de marbre en hexagone sont très utilisés dans la structure.

Comparaison de Persépolis et des colonnes utilisées dans le mausolée de Ferdowsi :

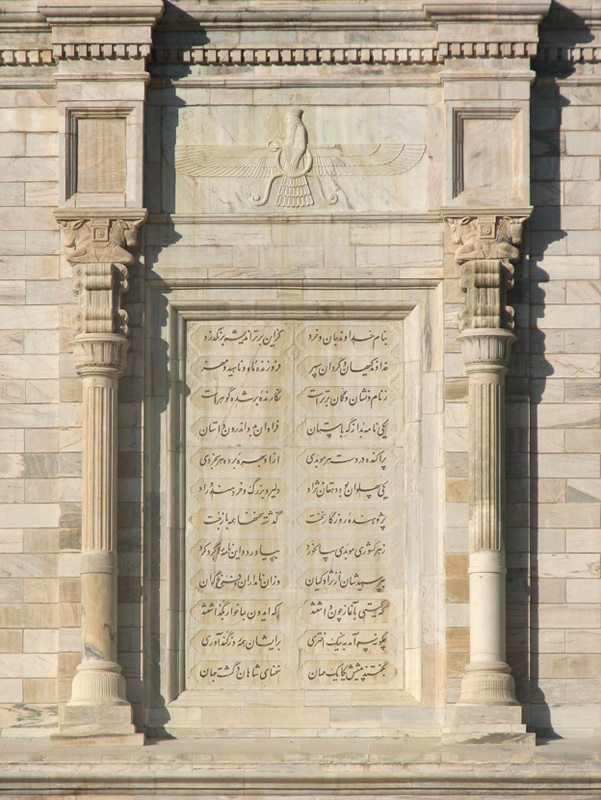
Façade de l'édifice de Ferdowsi du mausolée; Note les colonnes et les deux taureaux.
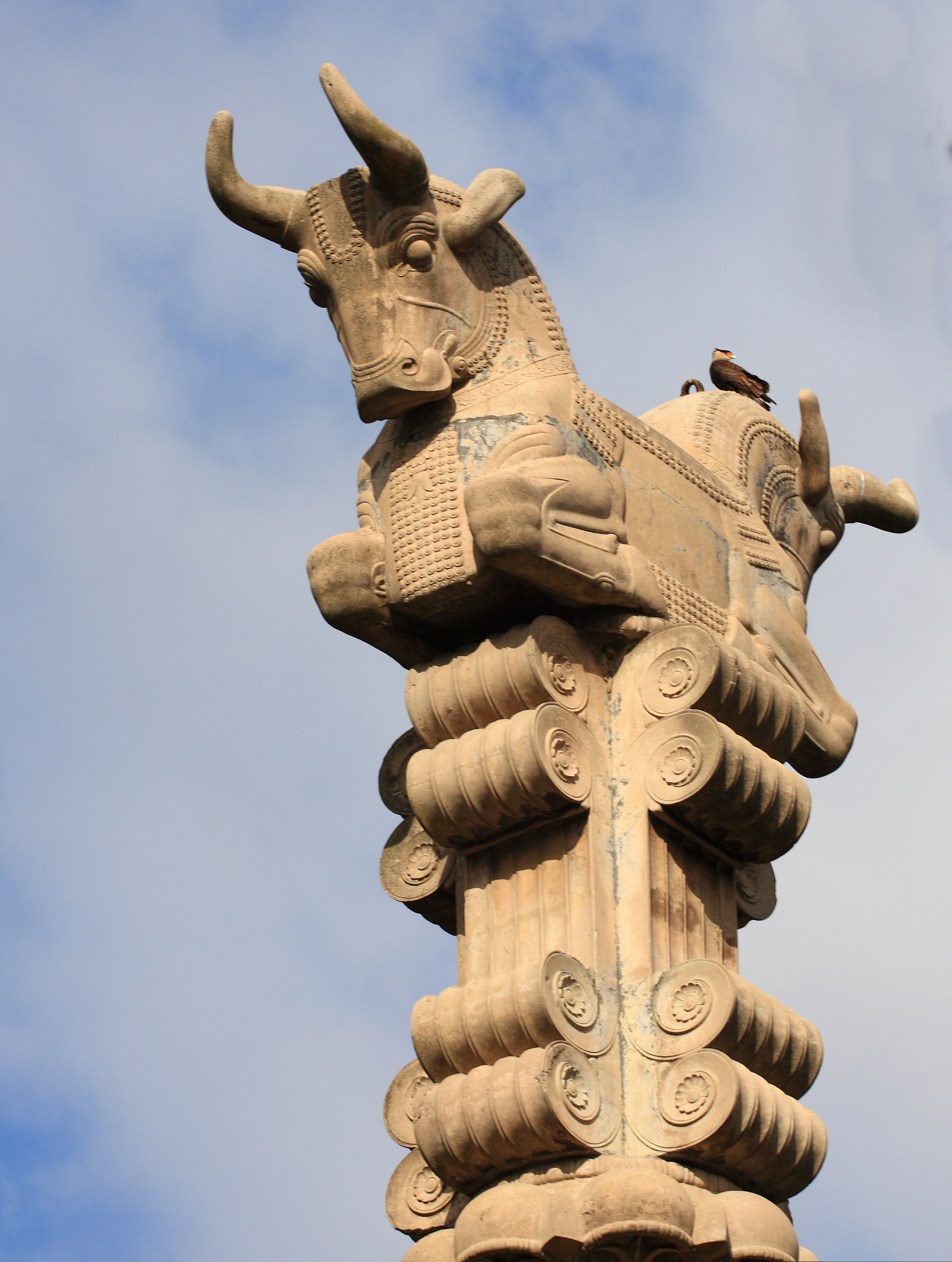
Bien conservé, colonne de Persépolis. Notez les deux taureaux et la ornations.
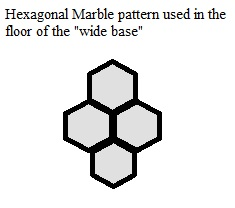
Cette nouvelle structure hexagonale est utilisée à fleuri le sol de la « base large ».

## Contexte historique

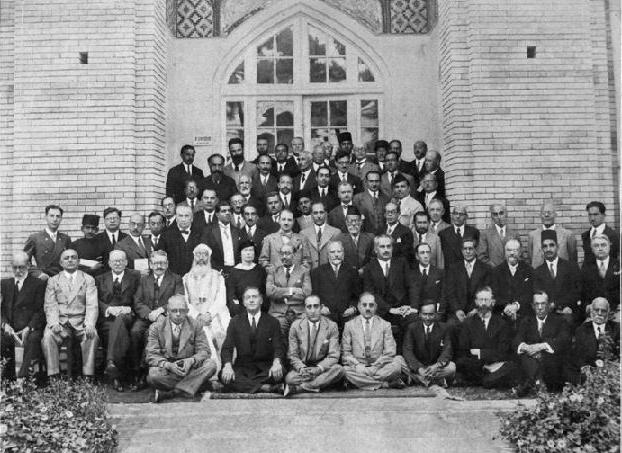
Une photo de groupe au millénaire de Ferdowsi montrant des chercheurs de l'Iran ainsi que des spécialistes invités de l'Arménie, l'Inde, l'Europe et l'Union Soviétique assis en face de Dar-ul-Founoun.

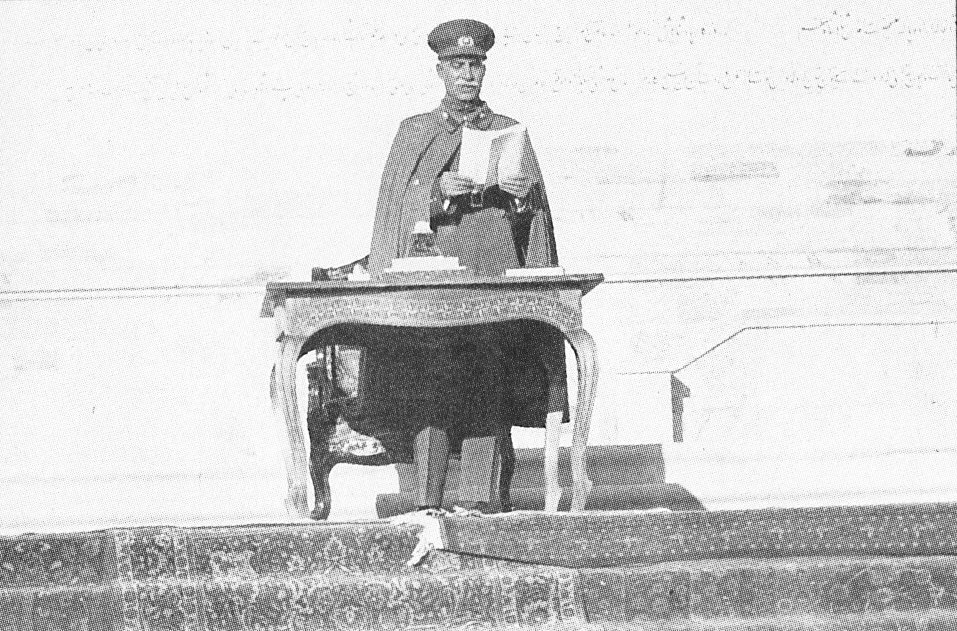
Reza Chah Pahlavi inaugurant l'ouverture au public du mausolée de Ferdowsi en conclusion du congrès du Millénaire de Ferdowsi

L'histoire de l'Iran a été étroitement liée aux changements géopolitiques qui ont eu lieu depuis la création de l'Empire achéménide en Persis et au chemin qui amena à l'ère moderne de l'Iran. Deux événements majeurs sont d'une importance cruciale dans l'histoire de l'Iran et spécialement dans son histoire de la littérature en de tout ce qui a trait à Ferdowsi : de la conquête arabe de la Perse et de l'invasion mongole de la Perse.
Ferdowsi a vécu sa vie comme un homme pauvre changeant constamment de cour, et finit par mourir pauvre et veuf, ayant perdu son fils unique. Tus fut à un moment une ville opulente dans la région du Khorasan, mais elle a plusieurs fois été mise à sac par les turcs Oguz, les Mongols, et les Ouzbeks de la steppe. Cela et l'influence croissante de Mashad comme centre politique et religieux au sein de Khorasan a formé l'expérience de Ferdowsi de différentes façons et influença ses écrits alors que Tous perdait son prestige. En outre, l'arabe avait trouvé prestige dans les terres conquises par les Arabes et il y avait des menaces de la disparition du moyen-perse en faveur de l'arabe. Ferdowsi joue un rôle essentiel dans que en utilisant le moins de prêt-mots il a transféré le Mmyen-persan (Pahlavi) en persan moderne (le farsi).
Dans le laps de temps précédant la construction du mausolée, les sentiments nationalistes en Iran étaient importants. Il y avait un sens renouvelé de l'identité nationale, en partie en raison de la pression ressentie par les puissances étrangères, y compris la constante de lutte politique concernant le pétrole contre l'Anglo-Persian, et en partie en raison de l'impossibilité de la dynastie Qadjar de protéger les terres Iraniennes en Asie centrale contre les appétits de la Russie et à l'est des britanniques. L'Anglo-Iranian Oil Company (AIOC) a été une source de conflits pour les Iraniens. Un journaliste de l'étude au cours de cette période reflète son expérience personnelle ainsi que celle de ses collègues :

« Nous avons soutenu Reza Shah, et nous avons voulu soutenir son effort pour créer un état-nation moderne, de nous tirer de notre arriération. À ce moment, nous avons parlé de Pan-Iraniasme, ou de réunification de l'Afghanistan avec l'Iran. Nous avons également parlé de nationalisme. Ferdowsi est devenu très populaire en partie à cause du soutien de Reza Shah pour lui, et aussi en partie à cause des impulsions nationalistes inspirées par le Shahnameh »

L'architecture du mausolée de Ferdowsi est également influencée par la vie personnelle du poète, reflet d'une lutte constante entre le pauvre poète et le roi paresseux, et de l'adversité et de l'espoir. Les desseins de la Société pour le Patrimoine National dans les années 1930 à propos du poète est une tentative de revitaliser la langue persane, et elle a également tenté de revitaliser la culture persane de l'Iran et de l'identité à travers l'architecture. C'est à de nombreux égards que l'on s’intéressa à la littérature persane, aux poèmes de Shahnameh, désormais gravées dans le marbre blanc facettes de l'édifice du poète mausolée.
Après la révolution Iranienne, le mausolée de Ferdowsi et également celui de Cyrus survirèrent au chaos révolutionnaire. La plus dangereuse menace était que, de par leur lien avec la défunte dynastie Pahlavi, ils étaient voués à la destruction. Ce n'a toutefois pas été le cas le nouveau gouvernement local les accepta et pour le tombeau de Ferdowsi, expliqua que Ferdowsi était un fervent Musulman.

## Design intérieur

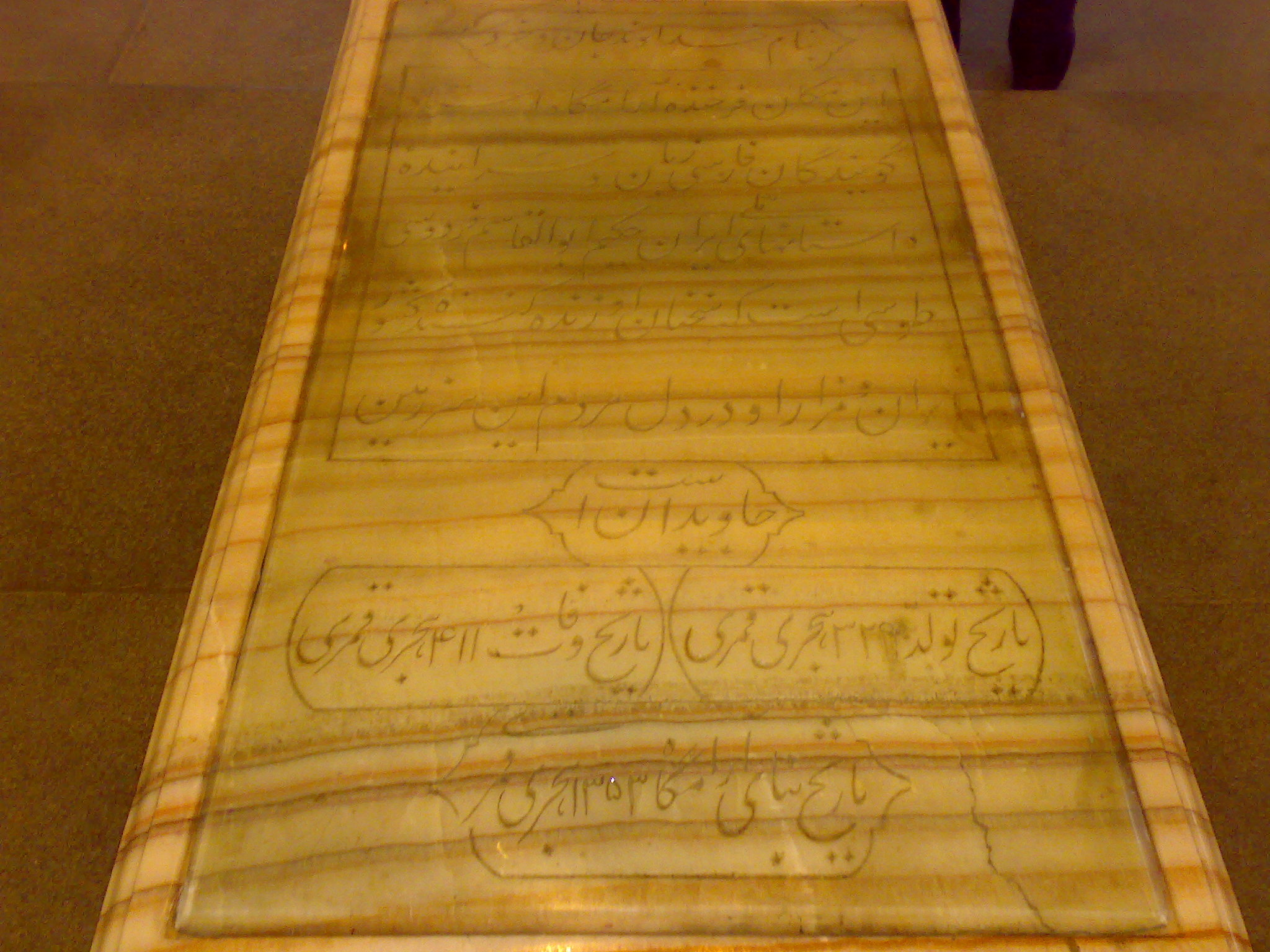
Le tombeau de Ferdowsi avec le texte qui les accompagne. Pour voir la traduction, voir le texte sur la gauche.

Le Shahnameh de Ferdowsi s'inspire de contes héroïques où les protagonistes combattent leurs antagonistes. En ce sens, il est une épopée nationale qui englobe non seulement de la fiction et des personnages littéraires, mais intègre également des parties de l'histoire du pré-Islamique de l'Iran. Cela se retrouve à l'intérieur de l'édifice de Ferdowsi, où se reflètent les mêmes scènes héroïques. L'architecte en chef responsable de la conception de l'intérieur de la tombe de Ferdowsi est Feraydoon Sadeghi, lequel a créé de grandes frise scènes à l'aide de statues en trois dimensions représentant chacun une scène de Shahnameh. Rostam, le héros du livre du Shahnameh est le centre de la majorité des scènes à l'intérieur de l'édifice. Comme Shahnameh est essentiellement un texte, artistiques, de loisirs de son héroïque scènes sont multiples. Centré à l'intérieur de l'édifice environnant par la frise de scènes et d'autres activités artistiques se trouve la pierre tombale du poète. La description de Ferdowsi la contribution des persanophones[pas clair] est gravé dans la pierre du tombeau en farsi :
En français, la traduction signifie à peu près ça :

« Au nom du Dieu qui a créé la vie. Cet endroit est le lieu de sépulture de celui (Hakim Abul-qasem Ferdowsi Tusi) qui a fait progresser l'art de la langue chez les orateurs perses, et le titulaire de l'épopée nationale de l'Iran nationale et de ses histoires. Ses paroles ont donné une nouvelle vie à l'Iran, et il a une place dans le cœur de son peuple. »

Cette épitaphe se termine en indiquant la date de naissance du poète, puis sa date de décès, et la date à laquelle le mausolée a été construit.

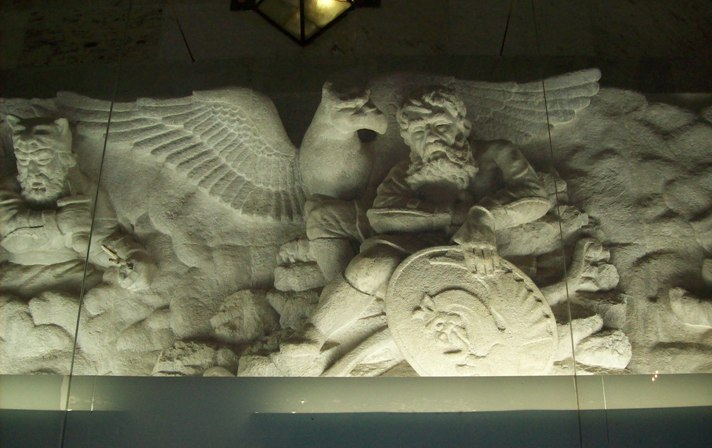
Une scène sculptée sur une frise, à l'intérieur de la tombe, représentant l'oiseau mystique Simurgh et le héros.
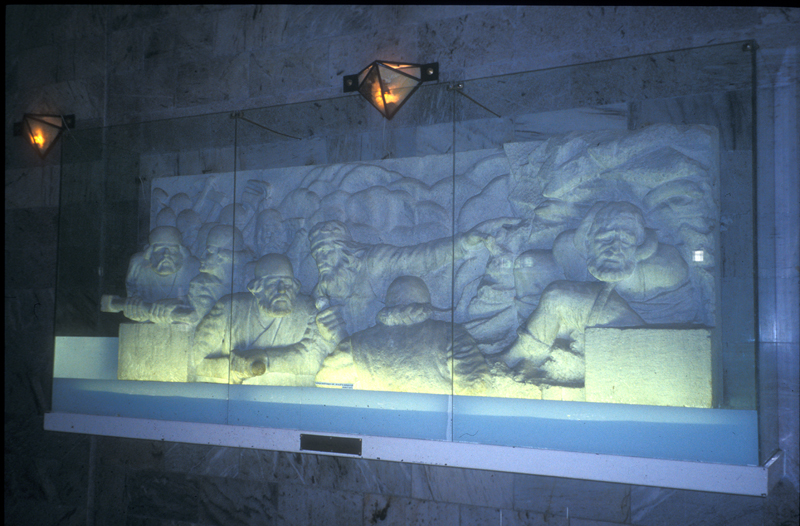
Une autre frise, illustrant une scène du Shahnameh.

## Héritage
Aujourd'hui, la tombe de Ferdowsi est l'un des monuments les plus photographiées en Iran. Chaque année, des millions de visiteurs venant de toutes les provinces de l'Iran viennent de voir le tombeau. Les dignitaires étrangers, les touristes, et d'autres civils persanophones venant d'Europe, d'Asie et du Moyen-Orient visitent également le site. La visite la plus récente est celle du ministre irakien du Tourisme en juillet 2013. Le site a également inspiré de nombreux poètes persans, y compris le poète iranien Mehdi Akhavan-Vente, lui-même enterré non loin de la tombe de Ferdowsi, dans le complexe de Ferdowsi.